# Kloster Zinna
Kloster Zinna (lateinisch Coena S. Mariae) ist eine ehemalige Zisterzienser-Abtei im Ortsteil Kloster Zinna der Stadt Jüterbog im brandenburgischen Landkreis Teltow-Fläming, rund 60 Kilometer südlich von Berlin an der Bundesstraße 101.

## Geschichte

### Gründung und erste Jahrzehnte
Das Kloster wurde 1170 durch Wichmann von Seeburg, Erzbischof von Magdeburg (1152–1192) gegründet. Politischer Hintergrund der Klostergründung war offenbar die Absicht des Erzbischofs, der Südausdehnung der benachbarten askanischen Herrschaft einen Riegel vorzuschieben. Die ersten Mönche kamen aus dem Kloster Altenberg bei Köln. Aus der Anfangszeit des Klosters sind keine weiteren Informationen erhalten. Wahrscheinlich begannen die Bauarbeiten mit dem Bau des Klosters im Feuchtgebiet der Nuthe.

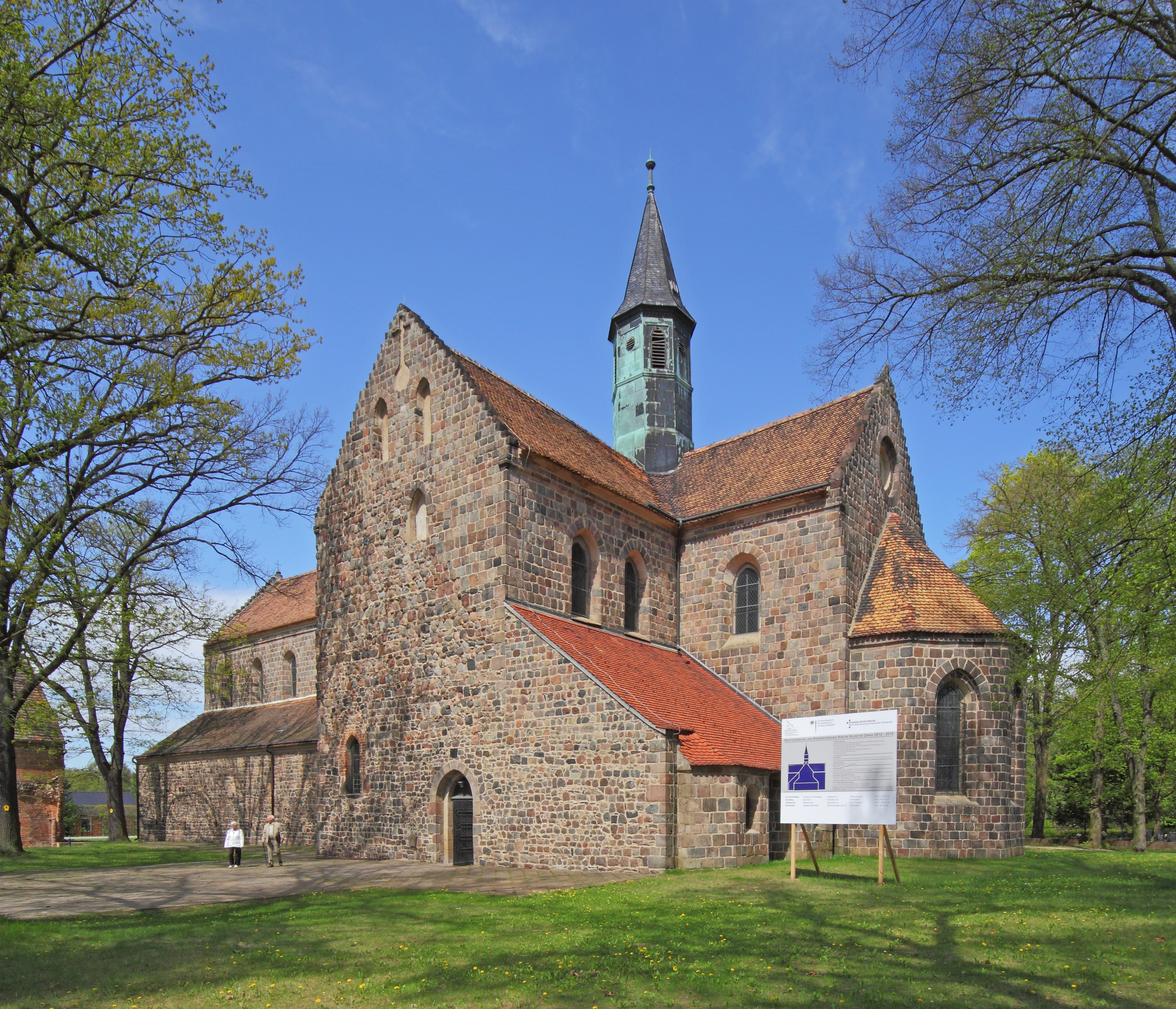
Klosterkirche

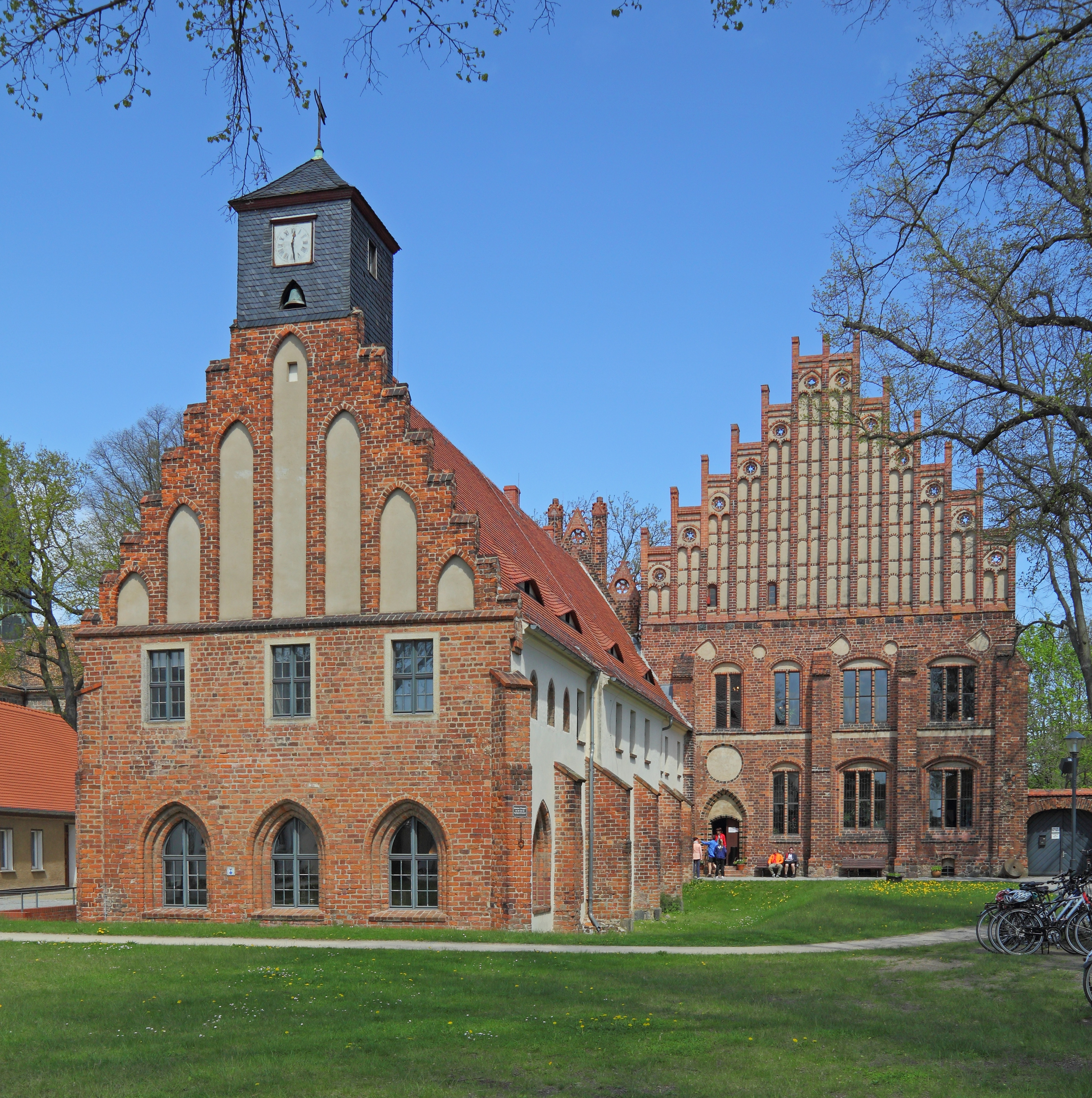
Alte und Neue Abtei

1179 wurde das Kloster vom Greifenherzog Kasimir I. von Pommern auf einem seiner drei Kriegszüge in die Lausitz überfallen, möglicherweise im Auftrag des welfischen Sachsenherzogs Heinrichs des Löwen. Die Mönche gingen in Jüterbog betteln, was für Zisterzienser an sich nicht üblich war. Erst aus der Zeit um 1215 sind wieder Hinweise auf eine erneute Nutzung des Klosters erhalten. In dieser Zeit entstand dann wahrscheinlich auch die Abteikirche aus Granitquadern. Die Kirchweihe fand am 15. Mai 1226 statt.
Das Kloster entwickelte sich zunächst offenbar nicht wie gewünscht: 1229 erschien es auf der Tagesordnung des Generalkapitels des Zisterzienserordens. Der Vaterabt aus der Abtei Altenberg erhielt den Auftrag, eine Visitation durchzuführen. Sie sollte das Ziel haben, einen alternativen Standort für das Kloster auf dem Barnim zu suchen. Dieser Plan wurde jedoch nicht realisiert.

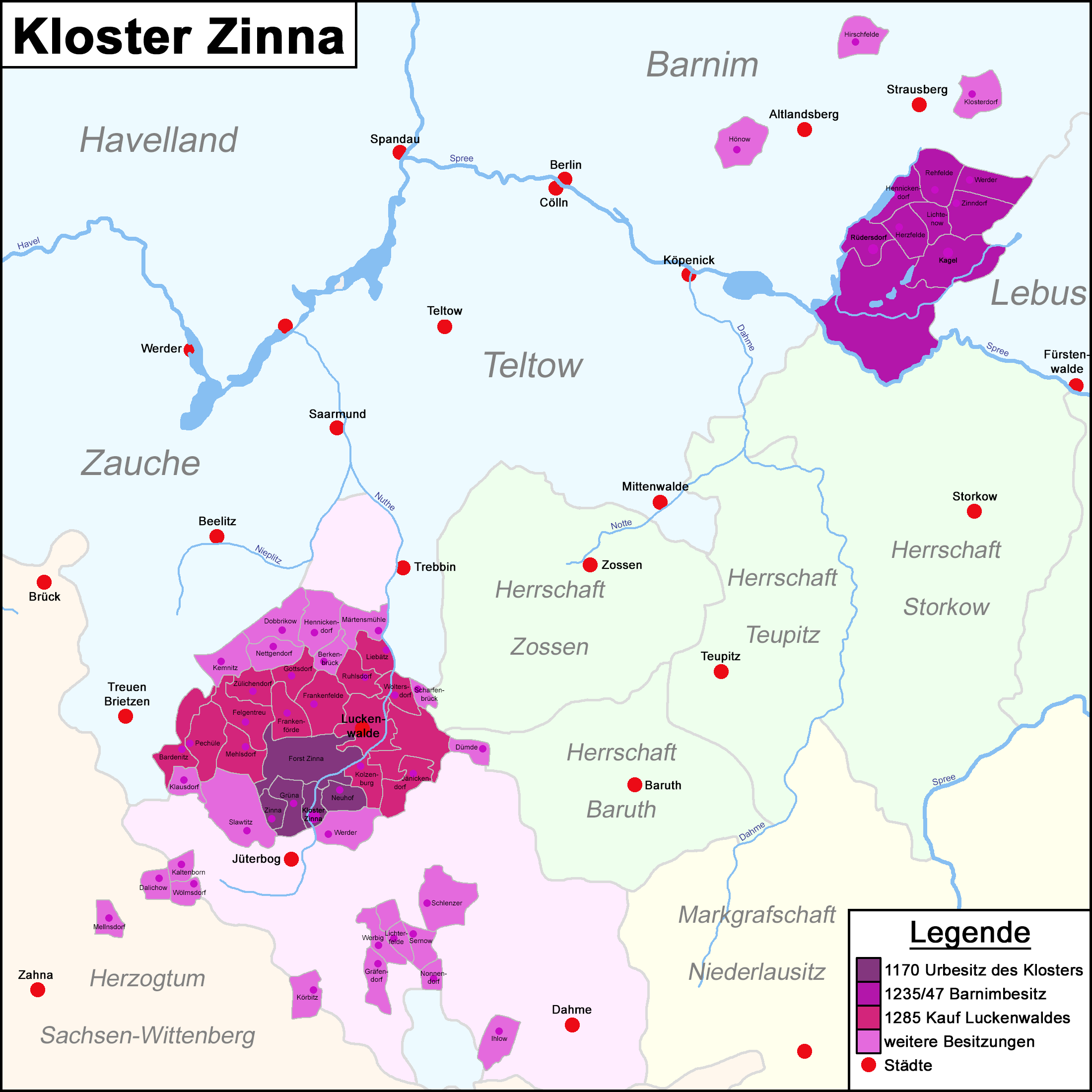
Besitz des Klosters Zinna

### Wirtschaftliche Entwicklung
Nach Aufgabe dieses Plans gewann das Kloster wirtschaftliche Bedeutung für die Region. Im Jahr 1285 wurden vom Kloster die Stadt Luckenwalde und elf umliegende Dörfer gekauft. Auf dem Höhepunkt seiner wirtschaftlichen Blüte im Jahr 1307 betrug die Ausdehnung des Klosterbesitzes nahezu 300 km². Am Ende des 15. Jahrhunderts besaß die Abtei 39 Dörfer, 14 Mühlen, einen Salzbrunnen mit vier Salzpfannen, eine Pechhütte und eine Ziegelei.
Selbst im südöstlichen Barnim besaß das Kloster ausgedehnte Ländereien. Der Barnim stand ansonsten unter dem Einfluss der Askanier und ihres Hausklosters Lehnin. Bemerkenswert ist in diesem Zusammenhang, dass der Lehniner Abt Siger 1247 in Spandau als Zeuge auftrat, als die gemeinsam regierenden askanischen Markgrafen Johann I. und Otto III. die Besitzungen um das Städtchen Liebenberg der Abtei Zinna übertrugen. Rüdersdorf bei Berlin war bereits um 1235 von Zinna gegründet worden und für die Zisterzienser besonders interessant wegen des Kalksteinbruchs Rüdersdorf. Der Barnimer Besitz reichte im Osten bis zum Stobber-Löcknitz-Lauf, der die Grenze zum Einflussbereich des Bistums Lebus bildete. Zum Besitz gehörte nahezu das gesamte Land der heutigen Gemeinde Grünheide bis nach Kienbaum mit den umliegenden fischreichen Gewässern Werlsee, Peetzsee, Möllensee, Elsensee, Baberowsee, Bauernsee und Liebenberger See. Von einem Hof in Kagel aus verwaltete das Kloster zunächst seinen Besitz im Barnim und verlegte die Verwaltung im 15. Jahrhundert dann nach Rüdersdorf.
Mit ihren großräumigen wasserwirtschaftlichen und wasserbaulichen Maßnahmen, die den Bau zahlreicher Wassermühlen an den Fließen und Seeabläufen einschlossen, trugen die Zisterziensermönche erheblich zur Entwicklung und Aufsiedlung der Mark bei.
Von besonderer Wichtigkeit waren ihre Handelstätigkeit, die über zahlreiche Stadthöfe u. a. in Berlin, Wittenberg und Jüterbog abgewickelt wurde. Das Kloster Zinna war derart wohlhabend, dass es zum größten Kreditgeber der Markgrafen wurde. Die Barnimer Besitzungen blieben bis zur Säkularisation bei Zinna.

### Äbte
| Name           | von  | bis  |
| -------------- | ---- | ---- |
| Gunther        | 1191 | 1191 |
| Wilhelm        | 1214 | 1225 |
| Roderich       | 1241 | 1248 |
| Hildebrand     | 1292 | 1313 |
| Johannes       | 1321 | 1337 |
| Hermann        | 1348 | 1356 |
| Johann         | 1360 | 1360 |
| Ditmar         | 1381 | 1381 |
| Konrad         | 1384 | 1397 |
| Heinrich       | 1401 | 1410 |
| Andreas        | 1415 | 1416 |
| Moritz         | 1417 | 1417 |
| Albrecht       | 1417 | 1426 |
| Balthasar      | 1430 | 1435 |
| Dietrich       | 1435 | 1446 |
| Moritz II.     | 1452 | 1468 |
| Matthias       | 1469 | 1483 |
| Nikolaus       | 1489 | 1501 |
| Benedikt       | 1506 | 1536 |
| Heinrich Greve | 1539 | 1540 |
| Mattheus Kagel | 1540 | 1548 |
| Valerian       | 1548 | 1553 |

### Druckerei Zinna
Abt Nikolaus II. schaffte für das Kloster eine Druckerpresse an. Der Marienpsalter von Zinna (Nouum beate marie vigi[ni]s psalterium) aus der Klosterdruckerei Zinna gilt als das älteste in Brandenburg gedruckte Buch. Der Wiegendruck des Buchdruckers Hermannus Nitzschewitz aus der Zeit um 1493 ist das bedeutendste Stück unter den historischen Buchbeständen der Sammlung Brandenburgica in der Stadt- und Landesbibliothek Potsdam.

### Auflösung

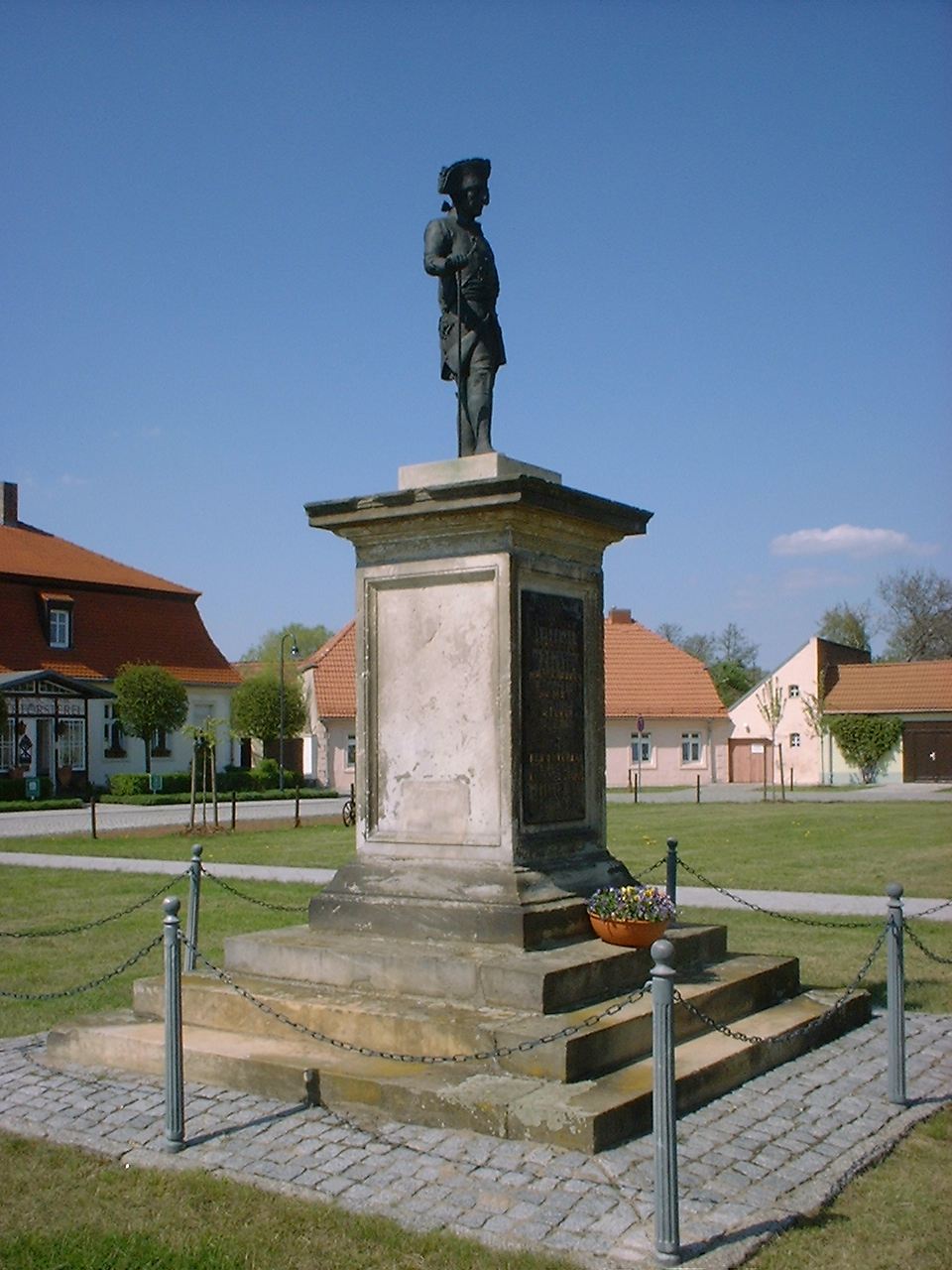
Denkmal Friedrichs des Großen

Durch die Nähe zu Wittenberg wirkte sich die Reformation auch früh auf das Kloster Zinna aus. Die vorletzten Äbte Greve und Kagel wurden beide wegen ihrer Nähe zur lutherischen Lehre abgesetzt. Nach einem längeren Zerfallsprozess endete das zisterziensische Mönchsleben im Kloster Zinna im Jahr 1553. Die Besitzungen auf dem Barnim fielen dabei als Amt Rüdersdorf an das Kurfürstentum Brandenburg, die sogenannten „Jüterboger Lande“ mit dem Kloster bildeten im Erzstift Magdeburg, dem es politisch immer unterstanden hatte, nun den Luckenwaldischen Kreis. 1606 war Zinna kurzzeitig Sitz des Domkapitals von Magdeburg, welches vor der Pest flüchtete. 1665 starb im Kloster Zinna der Administrator von Magdeburg, Christian Wilhelm von Brandenburg.

### Zinnaer Münzvertrag
Im Jahr 1667 wurde im Zinnaer Kloster der Zinnaer Münzvertrag geschlossen, in dem Kurbrandenburg und Kursachsen die Vereinheitlichung der von ihnen geprägten Taler beschlossen.

### Stadt Zinna
Im Jahr 1764 veranlasste Friedrich der Große auf dem Klostergebiet die Gründung der Stadt Zinna, die seit 1902 den Namen Kloster Zinna trug und ihn als Ortsteil von Jüterbog weiterhin trägt. Friedrich der Große siedelte Handweber aus der Oberlausitz an, um die Region wirtschaftlich neu zu beleben. Dies gelang zwar nicht im gewünschten Umfang, dennoch errichtete die Stadt Friedrich zum Dank ein Denkmal auf dem Marktplatz. Laut Inschrift auf der Rückseite wurde es 1949 zerstört, aber am 8. April 1994 durch Spenden von Bürgern und Gästen des Ortes erneuert und die Figur von M. Starke und F. Woike gestiftet. Die Vorderseite trägt die Inschrift:

### Amt Zinna

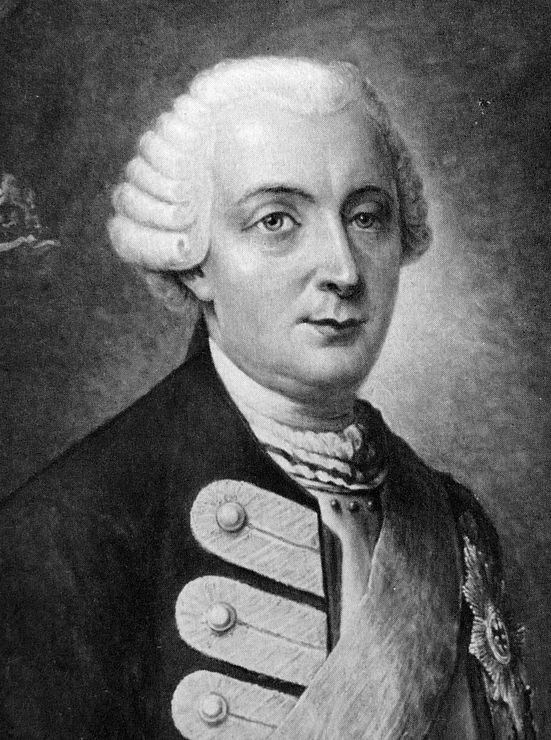
Generalmajor und Amtshauptmann zu Zinna Friedrich Quirin von Forcade de Biaix, um 1758

Bereiche des Klosters Zinna gingen in das Rentamt Zinna, respektive dem Amt Zinna über, welches als Hauptteil zum Luckenwaldeschen Kreis und damit zum Erzstift Magdeburg, später dem Herzogtum Magdeburg als Exklave gehörte. Dann kam es 1680 formell amtlich zu Brandenburg-Preußen. Für 1702 ist das Kontributionskataster des Klosteramtes Zinna erhalten geblieben, für alle Zinnaerschen Amtsdörfer, samt den Einnahmen. Von Zinna aus wirkten zumeist adelige Amtshauptleute, wie Hans XIII. von Rochow-Plessow. Anfang des 18. Jahrhunderts war ein brandenburgischer Kammerrat Johann Jacob von Cratz, dessen Sohn Karl Friedrich von Cratz General wurde, aus jüngerer briefadeligen Familie stammend Amtsinhaber. Er war ebenso auch in Lohburg sowie Ziesar in gleicher Funktion tätig. Sein Wandgrab und sein benachbartes Erbbegräbnis in der Klosterkirche sind in der Wissenschaft erwähnt. Amtsnachfolger wurde 1711 der General David Gottlob von Gersdorf als Zinnaer Amtshauptmann. Er hatte vorfristig bereits 1706 die Anwartschaft dazu erhalten. Weitere Amtshauptmänner waren ein Herr von (T)Schertwitz, 1740 zu Zinna verstorben, und ein Graf Dönhof. 1745 wurde wieder ein hoher Offizier, der damalige Oberst Friedrich Wilhelm Quirin von Forcade, zum Amtshauptmann zu Zinna bestimmt.
Mindestens bis 1755 besaß Königliche Closter-Amt Zinna die Rechtssprechung über die Stadt Luckenwalde. Dies betraf ebenso die Ortschaften Zinna und Grüna und weitere 24 Dörfer der Umgebung. Des Weiteren gehörten zum Amt die adeligen Rittergüter der Herrschaft von Rochow auf Schloß Stülpe samt allen Nebengütern, der Gutsteil der von Schlieben auf eine Hälfte von Riesdorf, Gut Liepe und Kaltenhausen (Petkus) der von Hacke (Hake), von Thiele zu Wahlsdorf und von Thümen und von Schlabrendorf(f) mit ihren jeweiligen brandenburgischen Besitzungen bei Schönhagen.
Ähnlich war die Entwicklung in den benachbarten Ämtern, hier Amt Dahme und im Amt Jüterbog. Teile des alten Zinnaer Klosterareals fungierten nun als fiskalische Domäne, als staatliches Gut mit einem Pächter oder einem eingesetzten Leiter. Die bürgerliche Familie Vieth stellte mehrfach den Verwalter der Domäne und wurde später als Vieth von Golßenau nobilitiert. Vertreter waren der am 7. September 1745 in den Reichsadelsstand versetzte Johann Justus Vieth von Golßenau, Kgl. preuß. Kommissionsrat und Oberamtmann zu Kloster Zinna sowie Kriegs- und Domänenrat im Herzogtum Magdeburg. Ihm folgten Victor Carl Vieth von Golßenau (geb. 1729 im Kloster Zinna; gest. 1791 in Dresden), königlich-polnischer und kursächsischer Akzisrat 1753, Vize-General-Akzis-Direktor 1770, Geheimer Rat und Finanzrat 1778, und der ebenfalls in Kloster Zinna gebürtige Johann Julius Vieth von Golßenau.
Die Auflösung des Amtes Zinna ist in der Geschichtsschreibung mit verschiedenen Daten belegt, für 1805 liegt nachmals noch eine Bestätigung vor. Letztmalig eine amtliche Erwähnung findet das Amt Zinna, obwohl nicht mehr bestehend, in einer Ortschaftsstatistik des Regierungsbezirkes Potsdam der Provinz Brandenburg von 1861. Das neben dem politischen Amt Zinna bestehende Domainen-Amt Zinna, unter Rentmeister Wilke, wurde 1874 aufgelöst.

## Erhaltene Teile
Neben Abteikirche, Neuer Abtei, Siechenhaus und Zollhaus sind von der ursprünglich ausgedehnten Klosteranlage einige Teile der Klausur aus dem 13. Jahrhundert und das Gästehaus erhalten. An die ehemalige Wallfahrtsstätte des Klosters auf dem nahegelegenen Golmberg erinnert nur noch ein Wallfahrtskreuz auf dem Gipfel des Berges.

### Klosterkirche

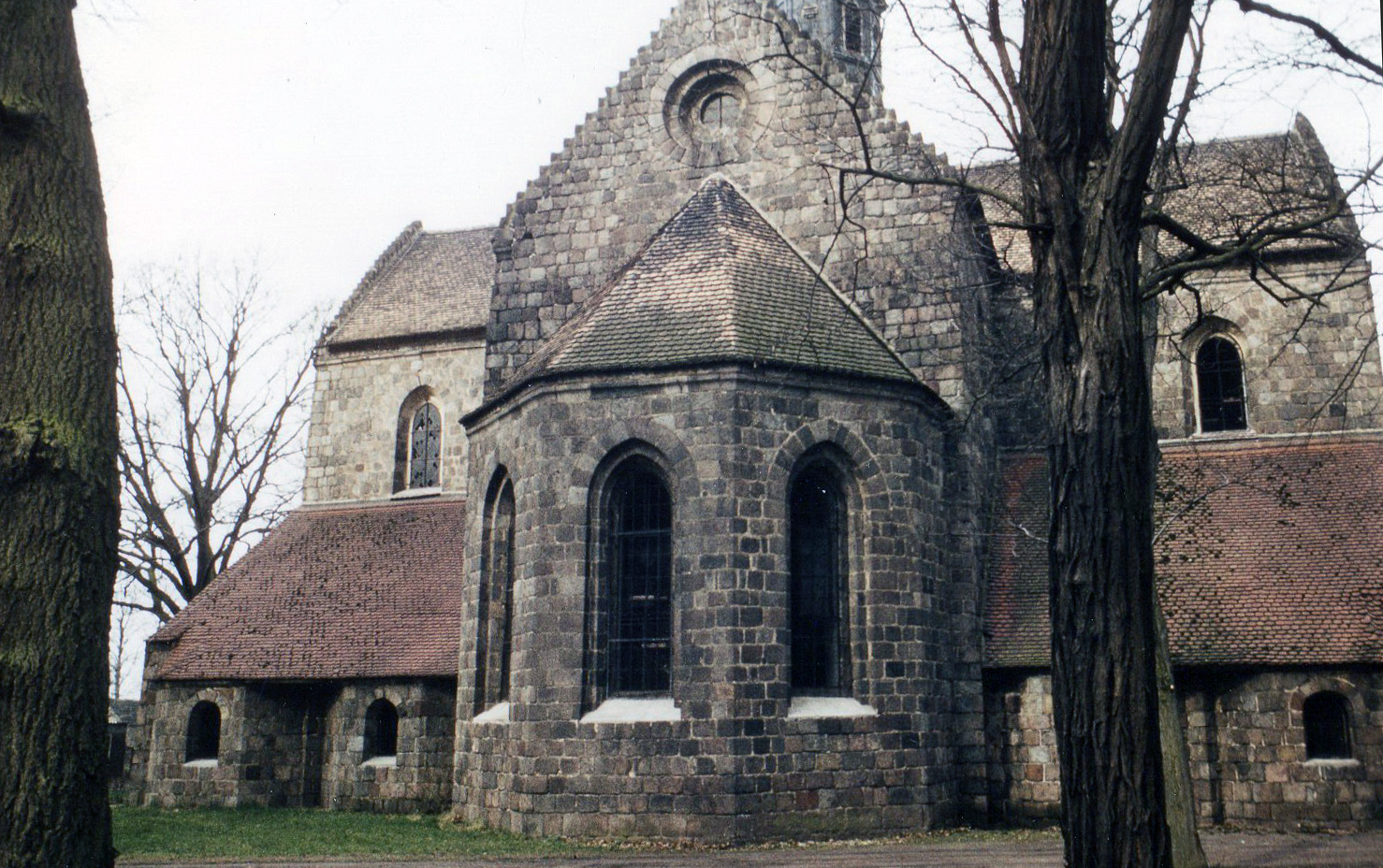
Ostseite der Klosterkirche mit Querhaus, Chor, Hauptapsis und vier Nebenapsiden

Die aus Feldsteinen erbaute, schlichte Klosterkirche ist eine spätromanische Pfeilerbasilika mit kreuzförmigem Grundriss. Sie ist der Jungfrau Maria gewidmet. Am Ostchor setzt eine polygonale Hauptapsis an, am Querhaus vier polygonale Nebenapsiden. Während der Spätgotik wurden Wölbungen in den Seitenschiffen, Nebenchören und im Querschiff eingezogen.
Das lateinische Schriftfeld im Chorfußboden stammt aus dem 13. und 14. Jahrhundert. Die Buchstaben des in gotischen Majuskeln abgefassten Ave Maria erscheinen als Hochreliefeindruck auf unglasierten, rot-braunen Tonfliesen. Derartige Einbuchstabenziegel können als eine Frühform des Drucks mit beweglichen Lettern angesehen werden.
Ein musikalischer Glücksfall ist die frühromantische Orgel von Wilhelm Baer aus den Jahren 1850/1851; bei Besichtigungen gibt es den Gang durch die Orgel.
In den Jahren 2016 und 2017 wurde die Kirche für rund eine Million Euro aufwändig saniert.

### Neue Abtei, Siechenhaus, Zollhaus
In der Neuen Abtei, einem Backsteinbau, befindet sich das Heimatmuseum mit mittelalterlichen Fresken und einem sehenswerten Modell der Klosteranlage im Jahr 1170. Ferner wird die Klostergeschichte bis ca. 1550 und die Entwicklung der Weberkolonie dargestellt. Zum Museum gehört auch eine Schaubrennerei. Das Siechenhaus ist ein gotischer Rechteckbau aus Backstein.
Nach einer ersten Instandsetzung unter Denkmalschutzaspekten in den 1960er Jahren, wurden Abtshaus und Siechenhaus 2017 bis 2024 saniert und modernisiert. Das Sanierung hatte einen Schwerpunkt auf der energetischen und technischen Ertüchtigung der Gebäude sowie der Barrierefreiheit und wurde durch eine Arbeitsgemeinschaft aus den Architekturbüros Hertzberg Weber Architekten BDA und Ilko-M. Mauruschat Architekt umgesetzt. Die aus den 1960er Jahren stammenden Sanitäranlagen und Verwaltungsräume im Obergeschoss des Siechenhauses wurden zurückgebaut und die dortige Fläche neu aufgeteilt. Neben Räumen für die Verwaltung und Veranstaltungen wurden hier auch Flächen für Wechselausstellungen geschaffen. Im Abtshaus wurden die Ausstellungsräume mit Blick auf die Senkung der Primärenergiekosten saniert. Dabei wurden die Heizkörper als Sitzflächen in den Raum eingebracht und die Leitungen im Boden verlegt, um die Wände freizuhalten. Die Fassade des Museums wurde instand gesetzt und der Eingang zum Museum an die Westfassade verlegt, so dass er nun wieder zur Klosterkirche zeigt. Im Zuge der Barrierefreiheit wurden Rampenanlagen angebaut. Die Sanierung wurde aus Mitteln von Bund, Land und Stadt finanziert. Aktuell steht die Überarbeitung der Wandmalereien in der Neuen Abtei mit gesonderter Finanzierung an.

## Tourismus
Neben der Klosteranlage und der landschaftlichen Umgebung laden die Kloster Zinna Sommermusiken zum Besuch ein. Sie finden jährlich zwischen Juni und Anfang September statt. Sonderkonzerte gibt es im April und zu Neujahr, wie ein schon traditionelles Konzert bei Kerzenschein in der „naturtemperierten“ Kirche. Gemeinsam mit dem Kloster Lehnin wird ferner die Mittelalterreihe Musica Mediaevalis angeboten. Auch die Brandenburgischen Sommerkonzerte machen regelmäßig in der Marienkirche Station.

## Trivia
Das Rezept des ursprünglich in Luckenwalde produzierten Kräuterlikörs Zinnaer Klosterbruder geht angeblich auf Mönche des Klosters zurück.